# Nieuwe Keizersgracht (Amsterdam)

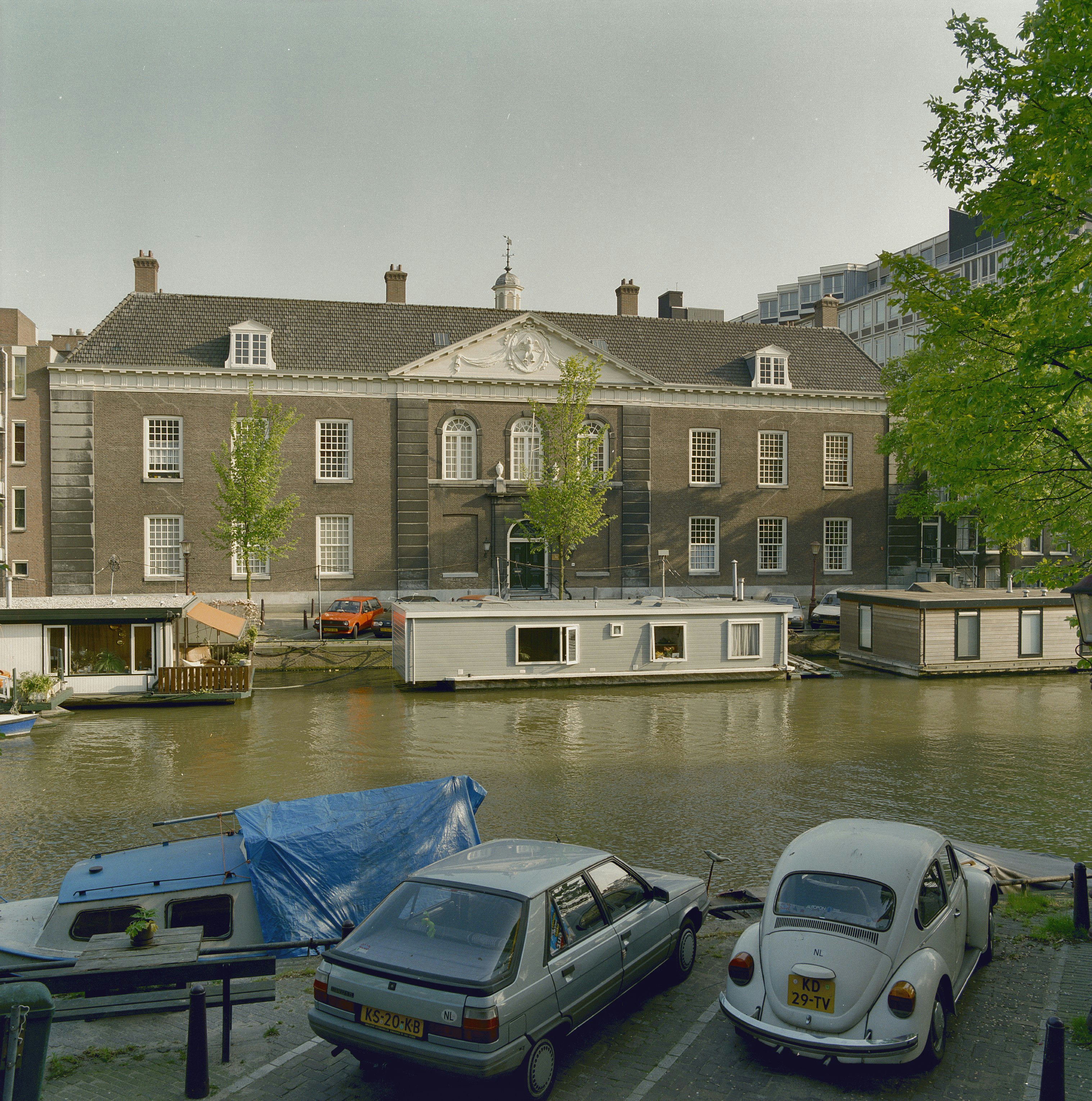
Voorgevel van Occo’s Hofje aan de Nieuwe Keizersgracht 94 in 1992.

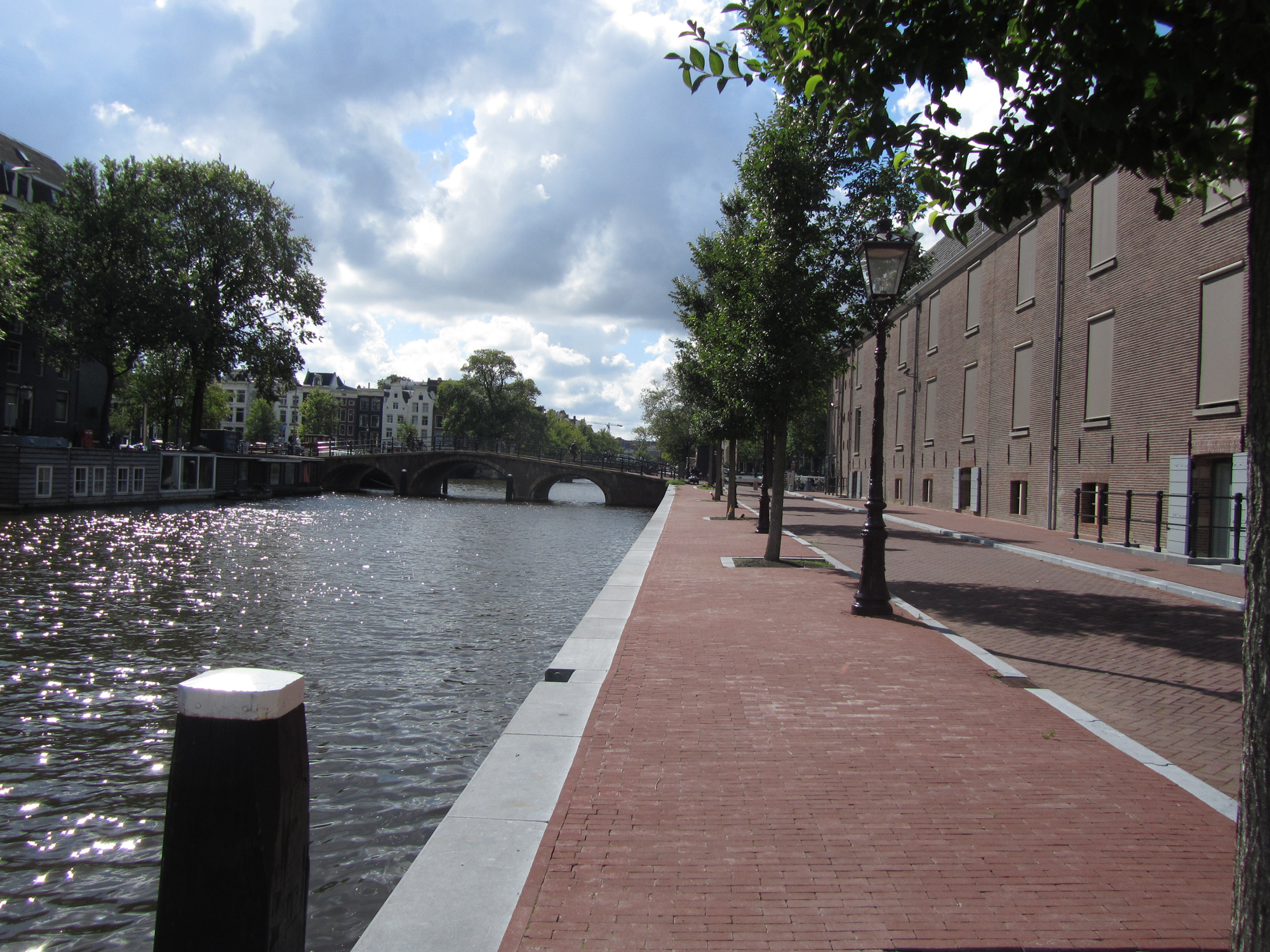
Nieuwe Keizersgracht (noordzijde), kijkend naar de Amstel. Rechts de Hermitage.

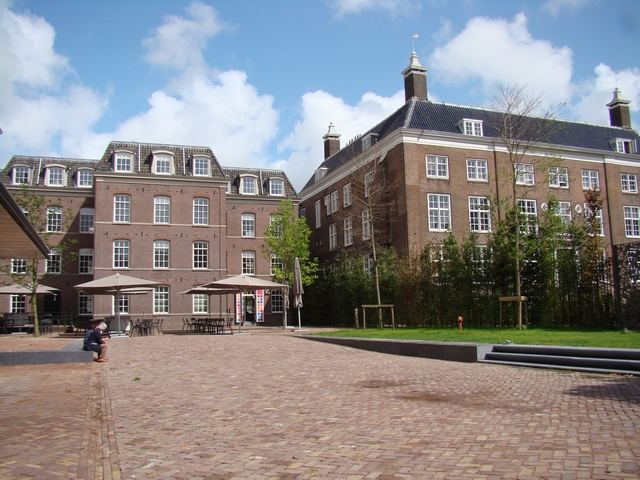
Gezicht vanaf Nieuwe Keizersgracht 1; de zijingang Hermitage. Rechts de achterkant van Het Corvershof.

De Nieuwe Keizersgracht, een deel van de oostelijke Amsterdamse grachtengordel, ligt in het verlengde van de Keizersgracht, tussen de Amstel en Plantage Muidergracht in de Plantage, in stadsdeel Amsterdam-Centrum. Over de Nieuwe Keizersgracht liggen twee bruggen: brug nr. 241 (Weesperzijde) en brug nr. 240 (Weesperstraat).

## Geschiedenis
De Keizersgracht, de tweede van de drie grachten behorende tot de Amsterdamse grachtengordel, werd in 1612 aangelegd. Het deel tussen de Amstel en de Leidsegracht behoort tot de uitleg van 1658. Bij de laatste uitbreiding werd het gedeelte ten oosten van de Amstel gegraven. Dit laatste deel, de Nieuwe Keizersgracht (ook wel de Joodse Keizersgracht genoemd), lag evenals de Nieuwe Herengracht en de Nieuwe Prinsengracht in het welvarende deel van de Amsterdamse Jodenbuurt.
In de Franse tijd lag aan deze gracht de Keizerlijke Kolfbaan. Dit terrein werd in 1833 aangekocht door het Nederlands-Israëlitische Armbestuur (NIA) voor de bouw van een ziekenhuis-verpleeghuis. Dit gebouw werd in 1881-82 vervangen door een nieuw Nederlands-Israëlitisch Ziekenhuis, dat in 1922 en 1929 aanzienlijk werd uitgebreid. In 1911-14 werd er een zusterhuis naast gebouwd door de architect Harry Elte.

## Monumenten en architectuur
- In 1681 werd tussen de Nieuwe Keizersgracht en de Nieuwe Herengracht de Amstelhof gebouwd, als tehuis voor hulpbehoevende bejaarden. Na een ingrijpende verbouwing opende in 2009 de Hermitage Amsterdam, toen een dependance van de Hermitage in Sint-Petersburg, hier de deuren.
- Tussen de zijingang van de Hermitage, nu het H'ART Museum op het adres Nieuwe Keizersgracht 1, en de Weesperstraat ligt de Van Limmikhof (Nieuwe Keizersgracht 1A) uit 1895. Daarnaast ligt Het Hodshonhuis, uit 1876. De gebouwen werden, evenals de aan de Nieuwe Herengracht gelegen 18e-eeuwse huizen Het Corvershof en Amstelrank, in opdracht van de Diaconie gebouwd ter huisvesting en verzorging van bejaarden en zieken. De huizen maken deel uit van het Amstelhoven-complex, waar vroeger ook het gebouw waarin nu de Hermitage Amsterdam is gehuisvest toe behoorde. Zij huisvesten nog steeds aan De Protestante Diaconie Amsterdam verwante organisaties en delen de aan het museum grenzende "Mien Ruys" binnentuin.
- In 1772 werd bij de Roetersstraat tussen Nieuwe Keizersgracht en de Nieuwe Kerkstraat de Wittenberg, een Evangelisch-Luthers Diaconiehuis voor oude mannen en vrouwen geopend. Het Amsterdamse stadsbestuur stelde langs de Muidergracht (thans Nieuwe Keizersgracht) een perceel "vrijelijk" ter beschikking en vroeg geen accijnzen. Dit gebaar werd in grote dank aanvaard en door deze ruimhartigheid kon het gebouw ook groter worden dan aanvankelijk de bedoeling was geweest.
- Het imposante Van Brants-Rushofje, Nieuwe Keizersgracht 28-44, werd in 1733 in opdracht van Christoffel Brants naar ontwerp van Daniël Marot gebouwd ter huisvesting van kinderloze oudere vrouwen. Het bestuur bestond uit door lutherse ouderlingen aangestelde regenten. De fraaie voorgevel van het huis met dubbele stoep in Lodewijk XIV-stijl, oogt als een patricisch grachtenhuis en toont een zinnebeeldig reliëf dat de weldadigheid symboliseert. Daaronder bevindt zich het adellijke wapen van Brants. Boven de deur staat de naam van het hofje met een gedicht.
- Het Hofje van Barmhartigheid, Nieuwe Keizersgracht 94, beter bekend als Occo's hofje, werd in 1774 gebouwd ten behoeve van de rooms-katholieke ouderenzorg. De leuningen van de bijzondere stoep zijn vormgegeven in de stijl van de rococo en eindigen in een adelaarskop.

Zie ook de lijst van rijksmonumenten aan de Nieuwe Keizersgracht (Amsterdam).

## Bekende bewoners
- Abraham Henriquez de Ferrera, grootaandeelhouder van de VOC.
- Isaac de Pinto (1717-1787), filosoof tijdens De Verlichting en onder andere bewindhebber bij de VOC. Hij woonde lange tijd op de Nieuwe Keizersgracht bij Abraham Henriquez de Ferrera, grootaandeelhouder van de VOC.
- Muziekfamilie Isaac Heymann op Nieuwe Keizersgracht 37

## Wetenswaardigheden
- Het restaurant van het museum de Hermitage Amsterdam "Neva" is, via de ingang Nieuwe Keizersgracht 1, vrij toegankelijk.
- Stichting Landelijk Homojongeren Overleg (LHJO), is gevestigd geweest in een kelder aan de Nieuwe Keizersgracht in Amsterdam. In 1991 namen zij tijdelijk de uitgave van het magazine Expreszo over, waarmee landelijke publicatie en losse verkoop mogelijk werd gemaakt.
- Aan de Nieuwe Keizersgracht 58 zetelde tijdens de Tweede Wereldoorlog de Joodsche Raad, tot aan de ontmanteling en deportatie van de medewerkers in september 1943.
- Op nummer 24 is op 13 december 2009 een plaquette geplaatst ter nagedachtenis aan de Joodse familie Kok, die vanuit dit pand zijn weggevoerd en later vermoord in Auschwitz en Mauthausen.
- In 2013 is het monument De Schaduwkade onthuld, ter nagedachtenis aan de tweehonderd vermoorde Joodse bewoners van de Nieuwe Keizersgracht tussen de Amstel en Weesperstraat. Het bestaat uit kleine plaquettes op de kaderand, tegenover de huizen waar zij woonden.[2]

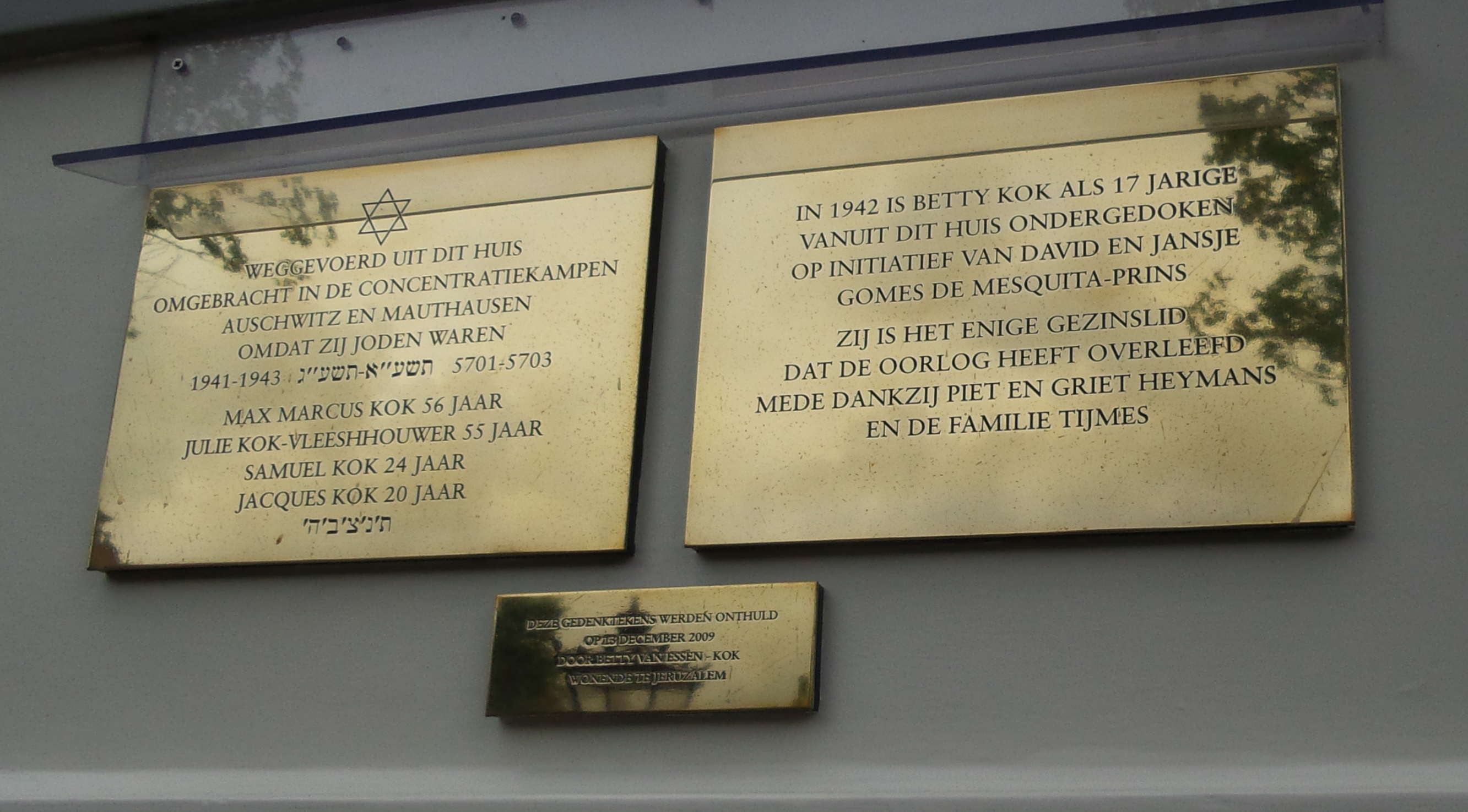
oorlogmonument